# Benkő András (politikus, 1945)
Benkő András (Tolnanémedi, 1945. november 19. –) középiskolai tanár, politikus, országgyűlési képviselő (MSZP).

## Életpályája

### Iskolái
Az általános iskolát szülővárosában, a középiskolát Gyönkön végezte; 1964-ben érettségizett az Alpári Gyula Gimnáziumban. 1964–1969 között a Kossuth Lajos Tudományegyetem Bölcsészettudományi Kar történelem-földrajz szakos hallgatója volt. 1981-ben az Eötvös Loránd Tudományegyetem Természettudományi Karán egyetemi doktori címet szerzett.

### Pályafutása
1969–1972 között a simontornyai Vak Bottyán Általános Iskola és Gimnázium oktatója volt. 1971-ben Jászberényben letöltötte sorkatonai szolgálatát. 1972–1988 között, valamint 1990–2007 között a tamási Béri Balogh Ádám Gimnázium pedagógusa. 2007-ben nyugdíjba vonult.

### Politikai pályafutása
1968–1989 között az MSZMP tagja volt. 1985–1990 között Tamásiban a városi tanács tagja volt. 1988–1990 között Tamási tanácselnök-helyettes volt. 1989–1990 között megbízott tanácselnök volt. 1990–1994 között, valamint 1998–2002 között önkormányzati képviselő volt. 1994 óta az MSZP tagja. 1994–1998 között országgyűlési képviselő (Tamási) volt. 1994–1998 között az Oktatási, tudományos, ifjúsági és sport bizottság tagja volt. 1998-ban országgyűlési képviselőjelölt volt. 1998–2002 között a Tolna Megyei Közgyűlés tagja volt.

## Családja
Szülei: Benkő János (1895–1985) és Ács Zsófia (1903–1982) voltak. 1971-ben házasságot kötött Hízóh Tünde pedagógussal. Két lányuk született: Tünde (1974) és Adrienn (1977).

## Díjai
- Miniszteri Dicséret (1976)
- Kiváló Munkáért (1986)
- Magyar Ezüst Érdemkereszt (2005)[3]